# Frankrijk op het Eurovisiesongfestival 1975
Frankrijk deed in 1975 voor de negentiende keer mee aan het Eurovisiesongfestival. In de Zweedse stad Stockholm werd het land op 22 maart vertegenwoordigd door Nicole Rieu met het lied '"Et bonjour à toi l'artiste". Rieu eindigde met 91 punten op de vierde plaats.

## Nationale voorselectie
Nadat Frankrijk niet deelnam aan het Eurovisiesongfestival 1974 werd er beslist om dit jaar geen nationale selectie te organiseren, maar de kandidaat intern aan te wijzen.
Uiteindelijk werd er gekozen voor Nicole Rieu met het lied "Et bonjour à toi l'artiste".

## In Stockholm
In Zweden moet Rieu optreden als 3de, net na Ierland en voor Duitsland. Op het einde van de puntentelling werd duidelijk dat Frankrijk net naast het podium viel met 91 punten.

### Gekregen punten
Frankrijk kreeg het maximaal aantal punten van Ierland en Portugal. Van Nederland ontving het acht punten en van België twee.

#### Finale
| 12 punten            | 10 punten | 8 punten                                                     | 7 punten                  | 6 punten  |
| -------------------- | --------- | ------------------------------------------------------------ | ------------------------- | --------- |
| - Ierland - Portugal |           | - Nederland - Verenigd Koninkrijk - Spanje - Zweden - Italië | - Israël - Malta - Monaco |           |
| 5 punten             | 4 punten  | 3 punten                                                     | 2 punten                  | 1 punt    |
|                      |           | - Zwitserland                                                | - België                  | - Turkije |

### Punten gegeven door Frankrijk

#### Finale
Punten gegeven in de finale:
| 12 punten | Verenigd Koninkrijk |
| 10 punten | Zwitserland         |
| 8 punten  | Malta               |
| 7 punten  | Zweden              |
| 6 punten  | Ierland             |
| 5 punten  | Nederland           |
| 4 punten  | Italië              |
| 3 punten  | Luxemburg           |
| 2 punten  | Portugal            |
| 1 punt    | Israël              |

1956 · 1957 · 1958 · 1959 · 1960 · 1961 · 1962 · 1963 · 1964 · 1965 · 1966 · 1967 · 1968 · 1969 · 1970 · 1971 · 1972 · 1973 · 1974 · 1975 · 1976 · 1977 · 1978 · 1979 · 1980 · 1981 · 1982 · 1983 · 1984 · 1985 · 1986 · 1987 · 1988 · 1989 · 1990 · 1991 · 1992 · 1993 · 1994 · 1995 · 1996 · 1997 · 1998 · 1999 · 2000 · 2001 · 2002 · 2003 · 2004 · 2005 · 2006 · 2007 · 2008 · 2009 · 2010 · 2011 · 2012 · 2013 · 2014 · 2015 · 2016 · 2017 · 2018 · 2019 · 2020 · 2021 · 2022 · 2023 · 2024 · 2025